# Naturschutzgebiet Auf der Eulenkirche

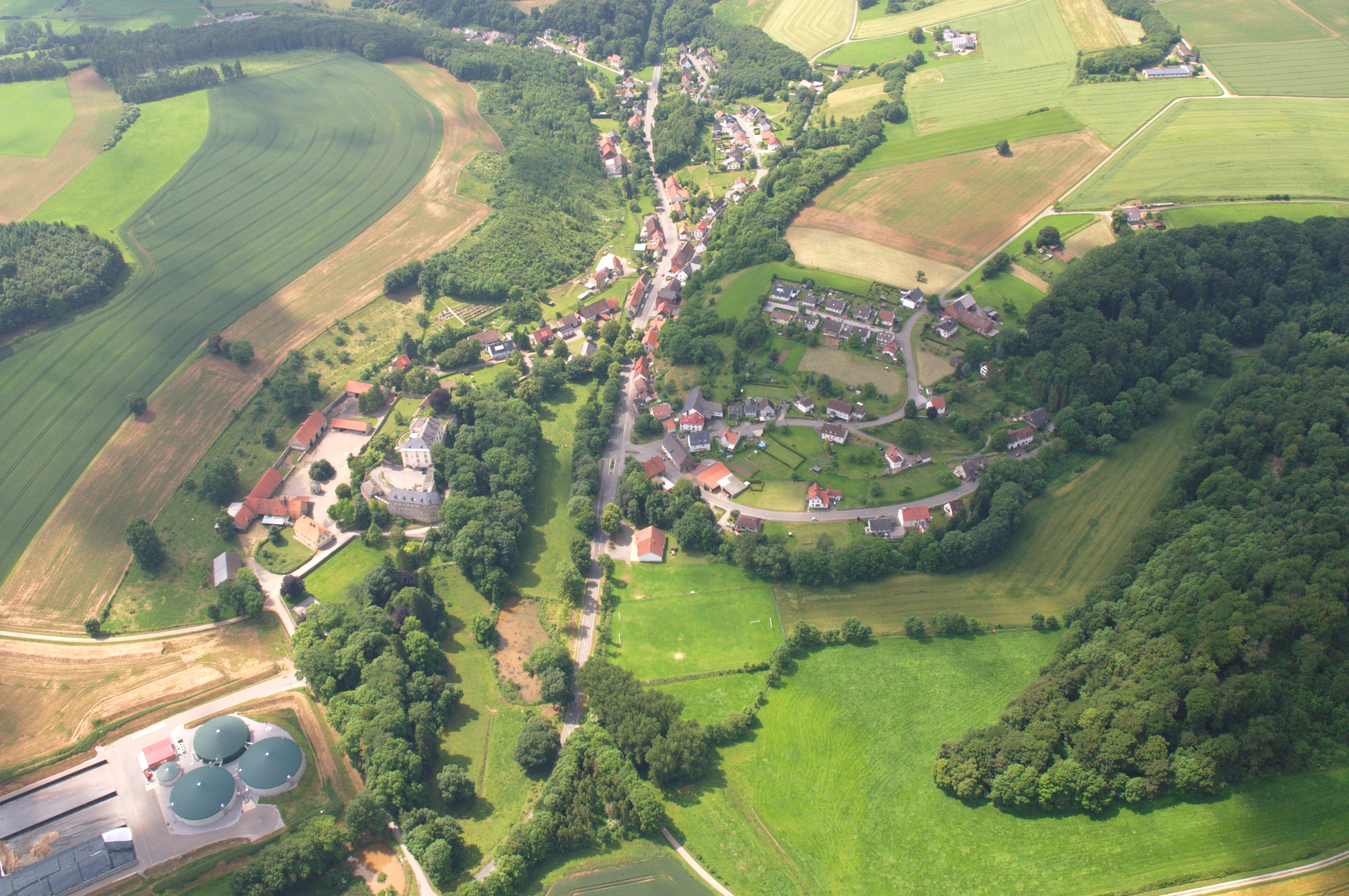
Naturschutzgebiet Auf der Eulenkirche hinter Canstein (s. Markierung im Bildbetrachtungsprogramm)

Das Naturschutzgebiet Auf der Eulenkirche mit einer Größe von 6,18 ha liegt südlich von Canstein im Stadtgebiet von Marsberg im Hochsauerlandkreis. Es wurde 2008 mit dem Landschaftsplan Marsberg als Naturschutzgebiet (NSG) ausgewiesen. Das NSG gehört seit 2023 zum Vogelschutzgebiet Diemel- und Hoppecketal mit angrenzenden Wäldern.

## Beschreibung
Den Untergrund des NSG bildet Kalkstein. Das NSG liegt an einem nord- bis westexponierten bogenförmigen Hang zum Bach Kleppe.
Das NSG umfasst einen stark strukturierter Rotbuchenwald. Neben Rotbuchen erreichen nur noch Fichte und Esche nennenswerte Anteile an der Baumartenzusammensetzung. Die Fichte befinden sich in zwei größeren Parzellen. Im Norden des Gebiets hat die Buche teilweise einen Stammdurchmesser von über 50 cm. Im Süden hatten die Buchen zum Zeitpunkt der Ausweisung häufig nur Stangenholzdimension. Der Deckungsgrad der Krautschicht erreicht häufig Werte um 80 %. In den vielen Bestandeslücken kommt dichter Baumjungwuchs, hauptsächlich Esche auf. Der Bestand besteht in der Nordhälfte aus einem mehrschichtigen Bestand. Stehendes und liegendes Totholz, auch starkes, ist reichlich vorhanden. Umgebrochene Bäume und aufgeklappte Wurzelteller verstärken das durch zugewachsene Abgrabungen und natürliche Felseinsprengsel ohnehin unruhige Bodenrelief. Größere Felsen sind mehrfach vorhanden, sie erheben sich mit teilweise markanten Verwitterungsformen bis maximal 8 m Höhe. Die Bodenoberfläche ist an vielen Stellen, besonders an den steileren Hanglagen, stark mit Steinen durchsetzt.
Der südliche Waldrand ist stark gestört, da die angrenzenden Äcker bis direkt an die Bäume gepflügt wurden und der Waldmantel fast vollständig vernichtet wurde. Am Rand zur Siedlung sind teilweise Müllablagerungen vorhanden. Am Ufer der Kleppe führt ein Fußweg entlang, ansonsten durchziehen den Bestand nur zwei schmale Pfade.

## Wert
Die Datenbank vom Landesamt für Natur, Umwelt und Verbraucherschutz Nordrhein-Westfalen schreibt zum NSG: „Der außerordentlich strukturelle Reichtum und die reichlich vorhandenen Elemente naturnaher Buchenwälder machen dieses Gebiet zu einem hervorragenden Biotop für die Erhaltung der Lebensgemeinschaften der Buchenwälder.“